# Sélection de caractéristique
La sélection de caractéristique (ou sélection d'attribut ou de variable) est un processus utilisé en apprentissage automatique et en traitement de données. Il consiste, étant donné des données dans un espace de grande dimension, à trouver un sous-sensemble de variables pertinentes. C'est-à-dire que l'on cherche à minimiser la perte d'information venant de la  suppression de toutes les autres variables. C'est une méthode de réduction de la dimensionnalité.